# Tannhäusers diskografi
Diskografi for Tannhäuser omfatter en række betydende indspilninger af denne opera af Richard Wagner. Operaen blev uropført i Dresden den 19. oktober 1845. En revideret version blev opført første gang i Paris den 13. marts 1861. 

## Liste
| År   | Besætning (Tannhäuser, Elisabeth, Venus, Wolfram, Herrmann, Walther)                                        | Dirigent Operahus og orkester                                                      | Pladeselskab        | Katalognummer                                                         |
| ---- | --- | ---------------------------------------------------------------------------------- | ------------------- | --------------------------------------------------------------------- |
| 1955 | Wolfgang Windgassen, Gre Brouwenstijn, Herta Wilfert, Dietrich Fischer-Dieskau, Josef Greindl, Josef Traxel | André Cluytens, Bayreuther Festspieles orkester og kor                             | Orfeo d'Or          | C 643 043 D                                                           |
| 1960 | Hans Hopf, Elisabeth Grümmer, Marianne Schech, Dietrich Fischer-Dieskau, Gottlob Frick, Fritz Wunderlich    | Franz Konwitschny, Berlins statsoperas kor og orkester                             | EMI                 |                                                                       |
| 1962 | Wolfgang Windgassen, Anja Silja, Grace Bumbry, Eberhard Wächter, Josef Greindl, Gerhard Stolze              | Wolfgang Sawallisch, Bayreuther Festspieles orkester og kor                        | Philips             | 6747 249 (LP-sæt med tre plader - individuelle numre: 6500 059/60/61) |
| 1969 | Wolfgang Windgassen, Birgit Nilsson, Dietrich Fischer-Dieskau, Theo Adam, Horst Laubenthal                  | Otto Gerdes, Deutsche Oper Berlins kor og orkester                                 | Deutsche Grammophon | 471708                                                                |
| 1971 | René Kollo, Helga Dernesch, Christa Ludwig, Victor Braun, Hans Sotin                                        | Georg Solti, Wiener Philharmoniker, Wiener Staatsopers kor                         | Decca Records       | 470810                                                                |
| 1978 | Spas Wenkoff, Dame Gwyneth Jones, Bernd Weikl, Hans Sotin                                                   | Colin Davis, Bayreuther Festspieles orkester og kor                                | GD DVD              | 0734446                                                               |
| 1988 | Plácido Domingo, Cheryl Studer, Agnes Baltsa, Andreas Schmidt, Matti Salminen, William Pell                 | Giuseppe Sinopoli, Royal Opera House Convent Garden Chorus, Philharmonia Orchestra | Deutsche Grammophon | 427625                                                                |
| 2001 | Peter Seiffert, Jane Eaglen, Waltraud Meier, Thomas Hampson, René Pape, Gunnar Gudbjörnsson                 | Daniel Barenboim, Berlin Staatskapelles orkester, Staatsoper Unter den Lindens kor | Teldec              | 88064                                                                 |